# Leucania lipara
Leucania lipara är en fjärilsart som beskrevs av Alfred Ernest Wileman och Reginald James West 1928.
Leucania lipara ingår i släktet Leucania och familjen nattflyn. Inga underarter finns listade i Catalogue of Life.